# Can Genís Paret
Can Genís Paret, també anomenada Can Genís Peret o Casa Paret, és una masia del terme municipal de Vallromanes (Vallès Oriental) inclosa en el Catàleg de masies i cases rurals de Vallromanes, en el Mapa de patrimoni cultural de Vallromanes i en el Catàleg de béns a protegir de Vallromanes. Rep el seu nom d'un dels seus antic propietaris, Genís Guàrdia i Roca, primer alcalde de Vallromanes al 1933 quan aquest municipi va separar-se de Montornès del Vallès.
Situada a l'est del torrent del Coll de Clau, es tracta d'una masia del segle xviii de planta quadrangular de dues plantes amb teulada de doble vessant i carenat perpendicular a la façana. Té dos contraforts a l'esquerra per reforçar l'estructura en el desnivell del terreny. Posseeix una porta principal centrada, sense dovelles, just a sota d'un rellotge de sol, actualment en mal estat.
En el context d'unes prospeccions arqueològiques dutes a terme l'any 1998, s'hi van trobar un total de 5 fragments vidrats informes, un informe reduït i un oxidant, pel que s'ha catalogat el jaciment en el Inventari del Patrimoni Arqueològic de Catalunya.